# Ủy ban Đặc biệt toàn Nga
Ủy ban Đặc biệt toàn Nga (tiếng Nga: Всероссийская чрезвычайная комиссия, Vserossiyskaya chrezvychaynaya komissiya), gọi tắt là VCheka (ВЧК) hay Cheka; (ЧК), là cơ quan mật vụ của Nhà nước Xô Viết, được thành lập ngay sau cuộc Cách mạng tháng Mười ở Nga năm 1917. Đây là tiền thân của cơ quan an ninh Liên Xô NKVD. Nó được thành lập vào ngày 7 (theo lịch cũ, tức ngày 20 theo lịch mới) tháng 12 năm 1917, với tên đầy đủ là Ủy ban đặc biệt toàn quốc về đấu tranh chống phản cách mạng, tung tin đồn nhảm và phá hoại (Vserossiiskaya chrezvychainaya komissiya po bor’be kontr-revolyutsiei, spekulyatsiei i sabotazhem.
Vào cuối năm 1918, hàng trăm ủy ban Cheka đã được tạo ra ở các thành phố khác nhau, ở nhiều cấp hành chính. Từ ngày thành lập, là cánh tay an ninh của Đảng cộng sản Bolshevik, Cheka là công cụ của khủng bố Đỏ. Năm 1921, lực lượng bảo vệ Cộng hòa (một chi nhánh của Cheka) có ít nhất 200.000 người. Họ là những lính canh gác các trại lao động; điều hành hệ thống tù Gulag; trưng thu thực phẩm; điều tra và xử bắn các đối thủ chính trị; dập tắt các cuộc nổi loạn và bạo động của công nhân hoặc nông dân, và các cuộc nổi dậy trong Hồng quân.

## Lịch sử
Chỉ vài ngày sau khi Cheka được thành lập, chính quyền Bolshevik đã không do dự giải tán Hội đồng quân sự cách mạng Petrograd (PRMC) ngay lập tức. Với tư cách một tổ chức lãnh đạo việc chuẩn bị cho cuộc nổi dậy tháng 10, Hội đồng quân sự cách mạng Petrograd đã hoàn thành nhiệm vụ của nó, quyền lực đã về tay những người Bolshevik. Hội đồng quân sự cách mạng Petrograd còn tiếp tục bảo vệ chính phủ mới cho đến khi nó đủ lông đủ cánh. Chính vì vậy để tránh những nhập nhằng về cơ cấu quyền lực và sự chia sẻ trách nhiệm quá rộng tất cả các quyền hành cần phải chuyển về chính phủ lâm thời, cụ thể là hội đồng ủy viên nhân dân.
Trong thời điểm mà những nhà lãnh đạo Bolshevik xem là vô cùng quyết định, họ không thể nào tồn tại mà thiếu đi "nắm đấm sắt của nền chuyên chính vô sản". Trong cuộc họp ngày 6 tháng 12 năm 1917 chính phủ đã giao cho "đồng chí Dzerzhinsky thành lập một ủy ban để chiến đấu hết mình vì cách mạng chống lại những cuộc đình công của công nhân viên chức nhà nước, và tìm phương cách chống bọn phá hoại". Những gì Feliks Edmundovich Dzerzhinsky, một người cộng sản xuất thân là quý tộc người Ba Lan, làm có lẽ không có gì phải bàn cãi, luôn là hành động đúng đắn dưới con mắt của cách mạng. Chỉ vài ngày trước Lenin trong lúc so sánh một cách thích thú giữa cuộc cách mạng tháng 10 ở Nga và cuộc Cách mạng Pháp đã nói với thư ký của mình là Bonch-Bruevich là: "Chúng ta cần tìm gấp một Fouquier-Tinville (trùm khủng bố khát máu trong cách mạng Pháp – ND) của mình để đấu tranh chống lại bọn cặn bã phản cách mạng". Ngày 6 tháng 12, sự lựa chọn của Lenin đối với một "người vô sản kiên định kiểu Jacobin" đã tạo điều kiện cho việc bầu chọn Dzerzhinsky vào vị trí lãnh đạo Cheka. Đồng thời Dzerzhinsky cũng có lợi thế là nhờ có thời gian làm việc tại PRMC nên lúc này đã được coi là một chuyên gia cao cấp về an ninh trong chính quyền Bolshevik. Thêm nữa như Lenin đã từng giải thích với Bonch-Bruevich: "Trong chúng ta, Felix (Dzerzhinsky) là người ở lâu nhất trong nhà tù của Sa Hoàng, đồng chí ấy thậm chí còn có kinh nghiệm làm việc với Okhara (lực lượng cảnh sát chính trị của Sa Hoàng). Đồng chí ấy luôn biết phải làm gì."
Vào cuối năm 1918, hàng trăm ủy ban Cheka đã được hình thành tại khắp mọi thành phố, ở mọi cấp hành chính. Hàng ngàn người bất đồng chính kiến, đào ngũ, và những người khác đã bị bắt, tra tấn và hành quyết bởi những nhóm Cheka khác nhau.

## Nhiệm vụ
- Trấn áp và loại bỏ mọi hành vi phản cách mạng hay phá hoại bất kể diễn ra ở đâu trên đất nước Nga.
- Đưa tất cả bọn phá hoại và phản cách mạng ra trước toà án cách mạng.

Ủy ban sẽ tiến hành hành động với bất cứ vấn đề gì liên quan đến nhiệm vụ được giao.

## Tổ chức
Trong nghị quyết thành lập Ủy ban Đặc biệt toàn Nga ghi rõ:
"Ủy ban sẽ được chia làm ba bộ phận:
1. Thông tin
2. Tổ chức
3. Hành động.

Ủy ban ưu tiên giải quyết các vấn đề liên quan đến báo chí, những vụ phá hoại, bọn dân chủ lập hiến, bọn cách mạng xã hội cánh hữu, những kẻ phá hoại, những kẻ tham gia đình công.
Ủy ban có quyền dùng các biện pháp đàn áp sau đây: tịch thu lương thực, thực phẩm, trục xuất người ra khỏi nhà, thu hồi phiếu thực phẩm, công bố danh sách kẻ thù của nhân dân...
Nghị quyết: chuẩn y bản dự thảo này. Đặt tên ủy ban là ủy ban đặc biệt toàn quốc về đấu tranh chống phản cách mạng, tung tin đồn nhảm, và phá hoại.
Nghị quyết này cần được thông báo công khai và rộng rãi."
Văn bản này là văn bản chính thức cho sự ra đời của lực lượng cảnh sát mật Xô viết. Nó gây nên một số câu hỏi. Ví dụ mức độ khác biệt giữa bài phát biểu bốc lửa của Dzerzhinsky và mức độ quyền lực khiêm tốn dành cho Cheka nên được nhìn nhận như thế nào? Lúc đó những người Bolshevik đang tiến tới gần việc đồng ý chia sẻ quyền lực với những người thuộc cánh tả của Đảng Cách mạng xã hội (trong đó 6 lãnh đạo của phái này đã gia nhập cơ quan lãnh đạo chính phủ vào ngày 12 tháng 12) nhằm phá vỡ sự cô lập về mặt chính trị của những người Bolsevik đúng vào thời điểm sống còn, khi mà họ buộc phải đối mặt với sự hoạt động trở lại Quốc hội Lập hiến, nơi mà họ vẫn còn là thiểu số. Chính vì vậy mà chính phủ Bolshevik muốn giữ việc thành lập Cheka trong im lặng, trái ngược với bản nghị quyết mà nó thông qua. Không có một thông báo công khai nào về việc thành lập này.
Với tư cách là một "Ủy ban đặc biệt", Cheka phát triển hành động không dựa trên một cơ sở luật pháp nào hết. Giống như Lenin, cái mà Dzerzhinsky cần là một sự tự do để rảnh tay hành động: "Chỉ có chính cuộc sống mới là cái vạch ra con đường đi cho Cheka". "Cuộc sống" trong trường hợp này chính là "khủng bố cách mạng của quần chúng", những cuộc bạo động trên đường phố được chính những nhà lãnh đạo Bolsevik nhiệt thành khuyến khích. Chính họ đã quên đi sự thiếu tin tưởng trước đây của chính mình về những hành động tự phát của quần chúng.
Khi phát biểu trước Hội đồng Hành pháp Xô viết trung ương vào ngày 1 (14) tháng 12, Lev Davidovich Trotsky, ủy viên nhân dân về chiến tranh (tương đương bộ trưởng bộ quốc phòng) đã cảnh báo: "Chỉ trong vòng không đầy một tháng nữa, cuộc khủng bố này sẽ trở nên cực kỳ bạo lực, giống như cuộc cách mạng Pháp. Không những chỉ có nhà tù chờ đợi những kẻ thù của chúng ta mà còn cả những chiếc máy chém, một phát minh vĩ đại của Cách mạng Pháp, sẵn sàng làm cho chúng ngắn lại một cái đầu."